# Nara Chandrababu Naidu
Nara Chandrababu Naidu (ur. 20 kwietnia 1950 w Naravaripalli) – indyjski polityk.

## Życiorys
Urodził się w Naravaripalli nieopodal Tirupati w ówczesnym stanie Madras. Pochodzi z rodziny rolniczej. W życie polityczne zaangażował się w czasie studiów Sri Venkateswara University College w Tirupati. Wstąpił w szeregi Indyjskiego Kongresu Narodowego (INC), podczas stanu wyjątkowego (1975–1977) pełnił funkcję lokalnego szefa organizacji młodzieżowej tej partii. Zdobył zaufanie Sanjaya Gandhiego, starszego syna premier Indiry Gandhi. Do Zgromadzenia Ustawodawczego Andhry Pradesh wybrany po raz pierwszy w 1978, w tym też roku został włączony w skład stanowego gabinetu. Funkcję ministra piastował do 1983.
10 września 1980 poślubił córkę popularnego aktora filmowego N.T. Ramy Rao (NTR). Wkrótce jego życie prywatne złączyło się z jego karierą polityczną. Jego teść bowiem powołał do życia Telugu Desam Party (TDP), próbując zakończyć długoletnie rządy INC w Andhrze Pradesh. Przedsięwzięcie to okazało się ogromnym sukcesem. NTR objął funkcję stanowego premiera, Naidu natomiast stracił swoje miejsce w parlamencie na rzecz kandydata popieranego przez TDP. Szybko wyciągnął wnioski z porażki, wystąpił z Kongresu i wstąpił do TDP. Sprawny organizator, walnie przyczynił się do przekształcenia nowej partii w sprawny organizm polityczny. Od 1985 pełnił funkcję jej sekretarza generalnego. Pozostał lojalny wobec teścia podczas kryzysu z sierpnia i września 1984, kiedy to Kongres próbował odsunąć go od władzy.
Naidu do końca lat 80. pozostawał poza rządem, co nie przeszkodziło mu niemniej w wywieraniu znacznego wpływu na partię. Od 1989 do 1994 pełnił funkcję koordynatora TDP, zręcznie wykorzystując czas spędzony w opozycji. Był jednym z ojców wyborczego sukcesu z 1994, który ponownie wyniósł TDP do władzy, NTR przyniósł trzecią kadencję w fotelu stanowego premiera, natomiast Chandrababu tekę ministra finansów w jego rządzie.
W sierpniu 1995 dokonał wewnątrzpartyjnego przewrotu. Wystąpił przeciwko starzejącemu się teściowi, pozbawił go stanowiska, odebrał mu również legitymację partyjną. Następnie, zapewniwszy sobie poparcie tak rodziny jak i większości działaczy partyjnych, sam stanął na czele partii i rządu. Wzmocnił jeszcze swą pozycję po sukcesie w wyborach federalnych, tak tych z 1996, jak i tych z 1999. Stanowym premierem Andhry Pradesh był do 2004, zyskując reputację polityka otwartego na reformy i niekonwencjonalne rozwiązania, skupionego na przyciąganiu inwestycji oraz rozwoju sektora informatycznego. 
Poniósł dotkliwą porażkę w wyborach 2004, głównie dzięki głosom rolników oraz najuboższych mieszkańców stanu. Przez dekadę (2004-2014) był liderem opozycji w stanowym parlamencie. Władzę odzyskał w 2014. Utrzymał mandat po przegranej TDP w wyborach z 2019.
Jest postacią budzącą znaczące kontrowersje, przetrwał kilka prób zamachu na swoje życie.